# Моргун Олег Анатолійович (військовик)
Оле́г Анато́лійович Моргу́н (13 травня 1971 — 16 лютого 2019) — капітан ДСНС, сапер.

## Життєпис
Народився 1971 року в місті Новогродівка (Донецька область). Капітан служби цивільного захисту, начальник караулу 75-ї державної пожежно-рятувальної частини, 13-й пожежно-рятувальний загін ГУ ДСНС України у Донецькій області (місто Новогродівка). Присвятив 20 років свого життя рятувальній службі.
16 лютого 2019 року на виїзді з села Нетайлове у бік Первомайського (на захід від селиша Піски Ясинуватського району) слідчо-оперативна група поліції виявила схрон боєприпасів (на території колишнього сільськогосподарського підприємства біля недіючого ангара). В передвечірню пору під час проведення ідентифікації вибухонебезпечних предметів стався вибух, співробітник ДСНС Олег Моргун загинув на місці, троє поліцейських зазнали поранень.
18 лютого 2019-го рятувальники Донеччини попрощались з капітаном Моргуном, по всій країні у підрозділах ДСНС було приспущено прапори та вишикувані пожежні автомобілі із включеними звуковими сиренами.
Похований в місті Новогродівка.
Без Олега лишились дружина, дочка і син.

## Нагороди та вшанування
- Указом Президента України № 149/2019 від 18 квітня 2019 року «за особисті заслуги у захисті державного суверенітету та територіальної цілісності України, мужність і самовіддані дії, виявлені під час виконання службового обов'язку» — нагороджений орденом «За мужність» III ступеня (посмертно)[3].
- 16 лютого 2020 року у всіх підрозділах ДСНС України було оголошено День пам'яті по загиблому рятувальнику Моргуну О. А. Були приспущені прапори, а на фасаді 75-ї державної пожежно-рятувальної частини в м. Новогродівка було відкрито меморіальну дошку в пам'ять загиблого товариша, його пам'ять також було вшановано хвилиною мовчання[4].